# TrkB
TrkB, тропомиозиновый тирозинкиназный рецептор (также известный как тирозинкиназный рецептор B, рецептор ростовых факторов BDNF/NT-3) — белок, кодируемый у человека геном NTRK2. В основном выступает в роли рецептора нейротропного фактора мозга (BDNF)

## Функции
Тропомиозиновый тирозинкиназный рецептор B является каталитическим рецептором некоторых нейротропинов (маленьких белков, повышающих выживаемость определенных клеточных популяций). Нейротропины, активирующие TrkB -— BDNF, NT-4 и NT-3. В связи с этим TrkB влияет на различные процессы, например, на дифференцировку и выживание нейронов. Исследования показали, что активация TrkB ингибирует KCC2 — белок-транспортер хлорид-ионов в клетках центральной нервной системы.
TrkB — часть большой группы рецепторов-тирозинкиназ. Тирозинкиназа — это фермент, способен присоединять фосфат к конкретным тирозинам на белках-мишенях. TrkB расположен на клеточной мембране и активируется присоединением лиганда к внеклеточной части белка. Другие примеры тирозинкиназных рецепторов включают в себя рецептор инсулина, рецептор IGF1, рецептор белка MuSK, VEGF-рецептор и другие.
На данный момент в ЦНС млекопитающих открыто три вида TrkB. Длинный белок TK+ — типичный тирозинкиназный рецептор, преобразовывающий сигнал BDNF через Ras-ERK, PI3K и PLCy. В отличие от него, два укороченных варианта (TK-: T1 и T2) обладают таким же внеклеточным участком, трансмембранным участком и 12-ю первыми внутриклеточными аминокислотами, как и TK+. Однако C-терминальные последовательности разные у разных изоформ (11 аминокислот у ТК+ и 9 аминокислот ТК-). Тем не менее, T1 способен запускать стандартный сигнальный каскад, участвующий в регуляции клеточной морфологии и вхождения в клетку ионов кальция.

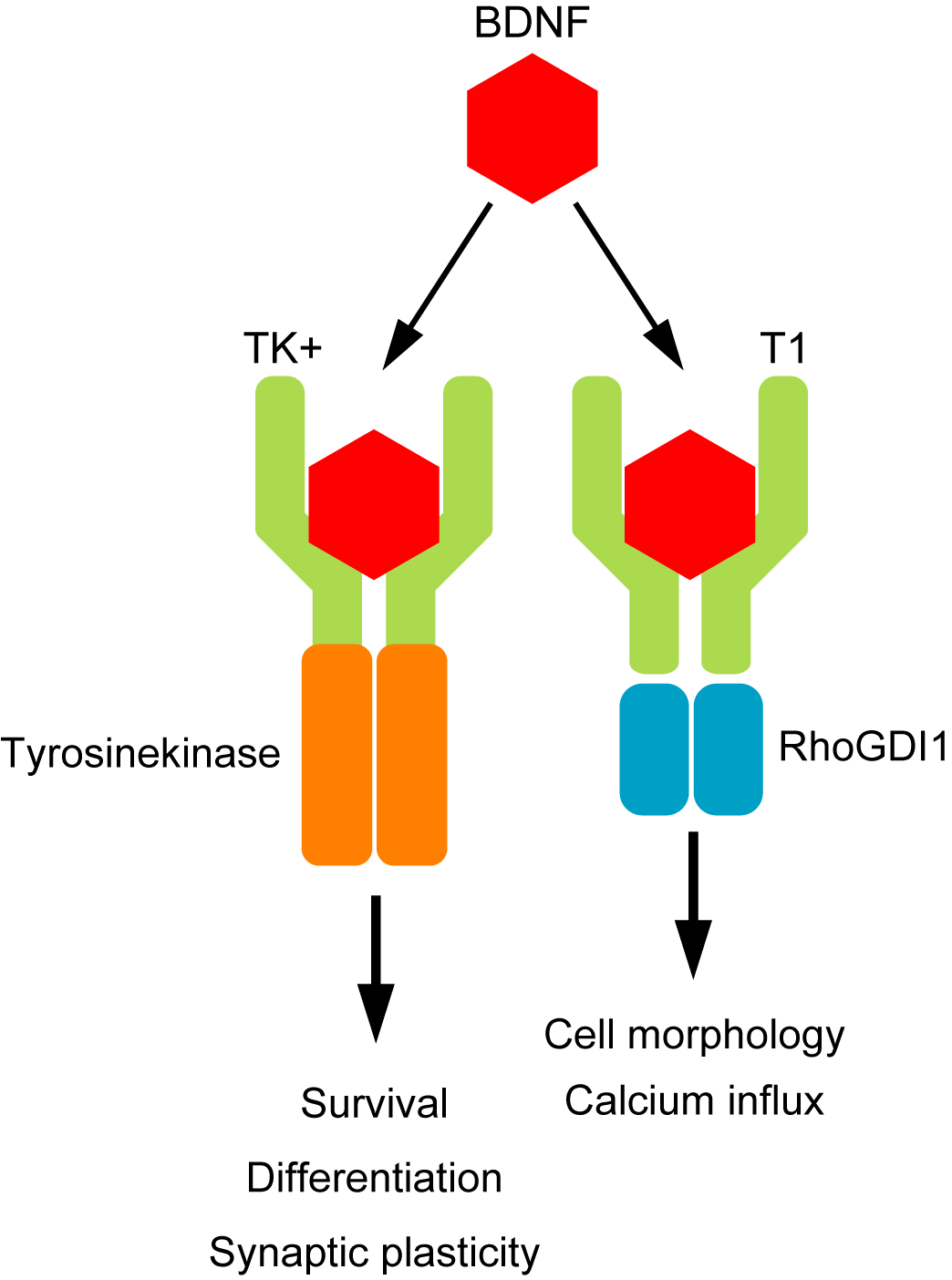
Активация TrkB

## Группа рецепторов
TrkB — часть семейства белков-киназ, включающего также TrkA и TrkC. Существуют другие нейротрофические факторы структурно родственные BDNF: NGF, NT-3, NT-4. TrkB связывает BNDF и NT-4 лучше, чем NT-3, в отличие от TrkC.